# Saralanj (Aragatsotn)
Saralanj (in armeno Սարալանջ?, in passato Gadzhi Bagr e Gadzhibagir) è un comune dell'Armenia di 273 abitanti (2009) della provincia di Aragatsotn.